# Tovsjön
Tovsjön är en sjö i Skinnskattebergs kommun i Västmanland och ingår i Norrströms huvudavrinningsområde. Sjön har en area på 0,0484 kvadratkilometer och ligger 106,1 meter över havet.

## Delavrinningsområde
Tovsjön ingår i det delavrinningsområde (661617-149646) som SMHI kallar för Mynnar i Hedströmmen. Medelhöjden är 93 meter över havet och ytan är 25,21 kvadratkilometer. Det finns inga avrinningsområden uppströms utan avrinningsområdet är högsta punkten. Vålbäcken som avvattnar avrinningsområdet har biflödesordning 4, vilket innebär att vattnet flödar genom totalt 4 vattendrag innan det når havet efter 172 kilometer. Avrinningsområdet består mestadels av skog (72 procent) och sankmarker (12 procent). Avrinningsområdet har 1,13 kvadratkilometer vattenytor vilket ger det en sjöprocent på 4,5 procent.